# Heimhof (Ursensollen)
Heimhof ist ein Gemeindeteil der Gemeinde Ursensollen im Oberpfälzer Landkreis Amberg-Sulzbachin Bayern und liegt an der in Nord-Süd-Richtung verlaufenden Kreisstraße AS 4.

## Geschichte
Das Gut Heimhof gehörte bis zum Ende des 15. Jahrhunderts zum Hochstift Regensburg. Hier errichtete Georg Ettlinger ohne Wissen des Bischofs einen Eisenhammer und ließ zu diesem Zweck den Hausener Bach in ein neues Bett umleiten. Ettlinger kannte zwar den Bischof als Herrn des Halsgerichtes an, nicht aber als Landesherrn. 1532 erhielt Hans Ettlinger für seinen Sitz Heimhof von Bischof Johann von Regensburg die Hofmarksrechte, womit dieser die Hoheitsrechte des Hochstiftes dokumentieren wollte. Die Ettlinger sind Ende des 16. Jahrhunderts ausgestorben und so konnte Kurfürst Friedrich IV. Heimhof als erledigtes Lehen an den kurfürstlichen geheimen Rat Michael von Loefen ausgeben. Nach seinem Tod († 1620) erhielten seine Söhne Friedrich und Ludwig die Hofmark; nach deren Tod folgten die Brüder Hans Michael und Otto und sodann letzterer allein nach. Da Otto von Loefen Kalvinist war, wurde ihm die Hofmark entzogen und kam an die Societas Jesu von Amberg. Auf dem Exekutionsprozess von 1650 in Nürnberg wurde der Familie Loefen ihr ursprünglicher Besitz wieder zugesprochen und sie verblieb hier bis 1855. Die Hofmark bestand damals als 15 Anwesen, darunter das Schloss Heimhof, ein Eisenhammer und eine Mühle sowie das Hüthaus der Gemeinde.
1812 wurde die Gerichtsbarkeit von Heimhof provisorisch auf das Landgericht Amberg übertragen, da die Loefen keinen Gerichtshalter bestellen konnten. 1848 wurde das Patrimonialgericht Heimhof endgültig aufgelöst. Im Zuge der Gemeindegebietsreform in Bayern wurde der Ort am 1. Juli 1972 in die Gemeinde Ursensollen umgegliedert.